# أوستين كوربيت
أوستين كوربيت (بالإنجليزية: Austin Corbett) هو لاعب كرة قدم أمريكية شمالية ‏ أمريكي، ولد في 17 ديسمبر 1995 في ديترويت في الولايات المتحدة.